# Грецовка (муниципальное образование Лазаревское)
Грецовка — деревня в Щёкинском районе Тульской области России.
В рамках административно-территориального устройства является центром Петровской сельской администрации Щёкинского района, в рамках организации местного самоуправления входит в сельское поселение Лазаревское.

## География
Расположена на юге Щёкинского района рядом с деревней Стублевка.

## Население
| 2002 | 2010 |
| ---- | ---- |
| 296  | ↘286 |